# Juncosa
Juncosa ist eine katalanische Gemeinde in der Provinz Lleida im Nordosten Spaniens mit 390 Einwohnern (Stand: 2024). Sie ist Teil der Comarca Garrigues.

## Geographische Lage
Juncosa liegt etwa 35 Kilometer südsüdöstlich von Lleida in einer Höhe von 575 m. 

## Bevölkerungsentwicklung
| Jahr      | 1970 | 1981 | 1991 | 2001 | 2011 | 2021 |
| Einwohner | 695  | 628  | 585  | 637  | 470  | 397  |

## Sehenswürdigkeiten
- Kirche Mariä Geburt